# Sittensen
Sittensen är en kommun och orti Landkreis Rotenburg i Niedersachsen, Tyskland. Motorvägen A1 passerar norr om samhället Sittensen.
Kommunen ingår i kommunalförbundet Samtgemeinde Sittensen tillsammans med ytterligare åtta kommuner.